# Polizeiruf 110: Taxi zur Bank
Taxi zur Bank ist ein deutscher Kriminalfilm von Manfred Stelzer aus dem Jahr 1995. Der Fernsehfilm erschien als 168. Folge der Filmreihe Polizeiruf 110.

## Handlung
Weil er auf seinem Arbeitsplatz auch zwei Hanfpflanzen untergebracht hat, wird der junge Blumenverkäufer Max fristlos entlassen. Die Szenerie wird von Susanne verfolgt, die sich auf den ersten Blick in Max verliebt und ihm nachläuft. Auch er verliebt sich in sie. Sie begeben sich zu Susannes Freundin Juliane Groth, die ihnen ihre Wohnung überlässt und bei ihrem Großvater, Kriminalkommissar Kurt Groth, übernachtet.
Susanne und Max, der immer eine Fender-Gitarre bei sich hat, wollen raus aus Schwerin. Sie beschließen, ein Postamt auszurauben, doch wird da gerade renoviert. So entscheiden sie sich für eine Bank, bei der Susanne früher mal Geld eingezahlt hat und daher den unverschlossenen Hintereingang kennt. Zur Bank fahren sie im Taxi von Harry Melchior, lassen ihn kurz warten, rauben die Bank aus, wobei sie 35.000 D-Mark erbeuten, und fahren anschließend im Taxi weiter bis zum Friedhof. Harry, der bereits einen weiteren Kundenauftrag angenommen hat, rast dabei, sodass er geblitzt wird.
Groth und Hinrichs erscheinen am Tatort. Die Sicherheitsvorkehrungen sind mangelhaft, die Überwachungskamera war nicht installiert, der Alarm funktionierte nicht und eine Fotokamera war falsch justiert. Zudem stand die Tür zum Hintereingang offen, sodass jeder ungehindert in die Bank gelangen konnte. Die Angestellten können nur aussagen, dass es sich bei den Tätern um einen Mann und vermutlich eine Frau gehandelt hat. Susanne und Max waren verkleidet, sodass genaue Angaben nicht möglich sind. Die Angestellten wissen jedoch, dass sie in einem Taxi geflüchtet sind. Die Taxibeschreibung führt die Ermittler schnell zu Harry, der festgenommen, nach einer Befragung jedoch zur Beschattung freigelassen wird. Groth weiß nach einiger Zeit nur, dass Harry zwar mit Ursula verheiratet ist, aber nachts zahlreiche Geliebte besucht. Dies ist auch Harrys Ehefrau bekannt, die ihn schließlich aus der gemeinsamen Wohnung wirft. Sie erfährt von Groth, dass Harry des Banküberfalls verdächtigt wird. In einem Sommerhaus am Wasser findet Ursula eine Geldbox, in der Harry seit vielen Jahren Geld zurücklegt. Sie lässt die Sparnotizen verschwinden und präsentiert den Ermittlern die 19.000 D-Mark als Teil des Bankraubs. Harry ist empört. Hinrichs ist von Harrys Schuld überzeugt, während Groth ihn für unschuldig hält.
Harry sieht Susanne und Max wieder, die die Nacht in einem Nobelhotel verbracht haben und nun über Hamburg in die USA reisen wollen. Er hält sie auf und bringt sie in ein Café, wohin er auch Hinrichs bestellt. Susanne und Max können fliehen. Am nächsten Tag erwartet Harry beide am Bahnhof und nimmt ihnen mit gezogener Waffen die Ausweise und das Geld aus dem Bankraub ab. Er fordert weitere 10.000 D-Mark bis zum nächsten Tag. Susanne und Max versuchen, die Bank ein zweites Mal auszurauben. Ein weinendes Kleinkind, das von Max schließlich entnervt mit einer Waffe bedroht wird, bringt Susanne dazu, den Überfall abzubrechen; beide fliehen ohne Geld. Harry nimmt nun Susanne als Geisel, um von Max das Geld zu erpressen. Er begibt sich mit Susanne zum Sommerhaus am See, wo er sie fesselt. Max sucht seinen Bekannten Joe auf, der ihm Geld nur gegen eine Gefälligkeit leihen will. Verzweifelt wendet sich Max an Juliane, die gerade mit Hinrichs in der Disko ist. Hinrichs erkennt, dass Max ein Teil des Bankräuberduos ist, und begibt sich mit ihm zu Joe, wo Max Geld stiehlt, sowie anschließend zum Treffpunkt, den Max mit Harry ausgemacht hat. Groth hat unterdessen Harry beschatten sollen, ihn jedoch aus den Augen verloren. Von Ursula erfährt er, dass Harry sich wahrscheinlich im Sommerhaus aufhält. Groth kann hier Susanne befreien. Mit ihr begibt er sich zum Treffpunkt, wo Hinrichs und Max gerade von Joe bedroht werden, der sein Geld zurückhaben will. Hinrichs überwältigt Joe, wobei ihm Groth zu Hilfe kommt. Die Zeit nutzen Susanne und Max, um zu fliehen. Die Ermittler wissen jedoch, dass beide nicht weit kommen werden, und begeben sich mit Joe in ihrer Mitte langsam zu ihrem Fahrzeug, um eine Fahndungsmeldung herauszugeben.

## Produktion

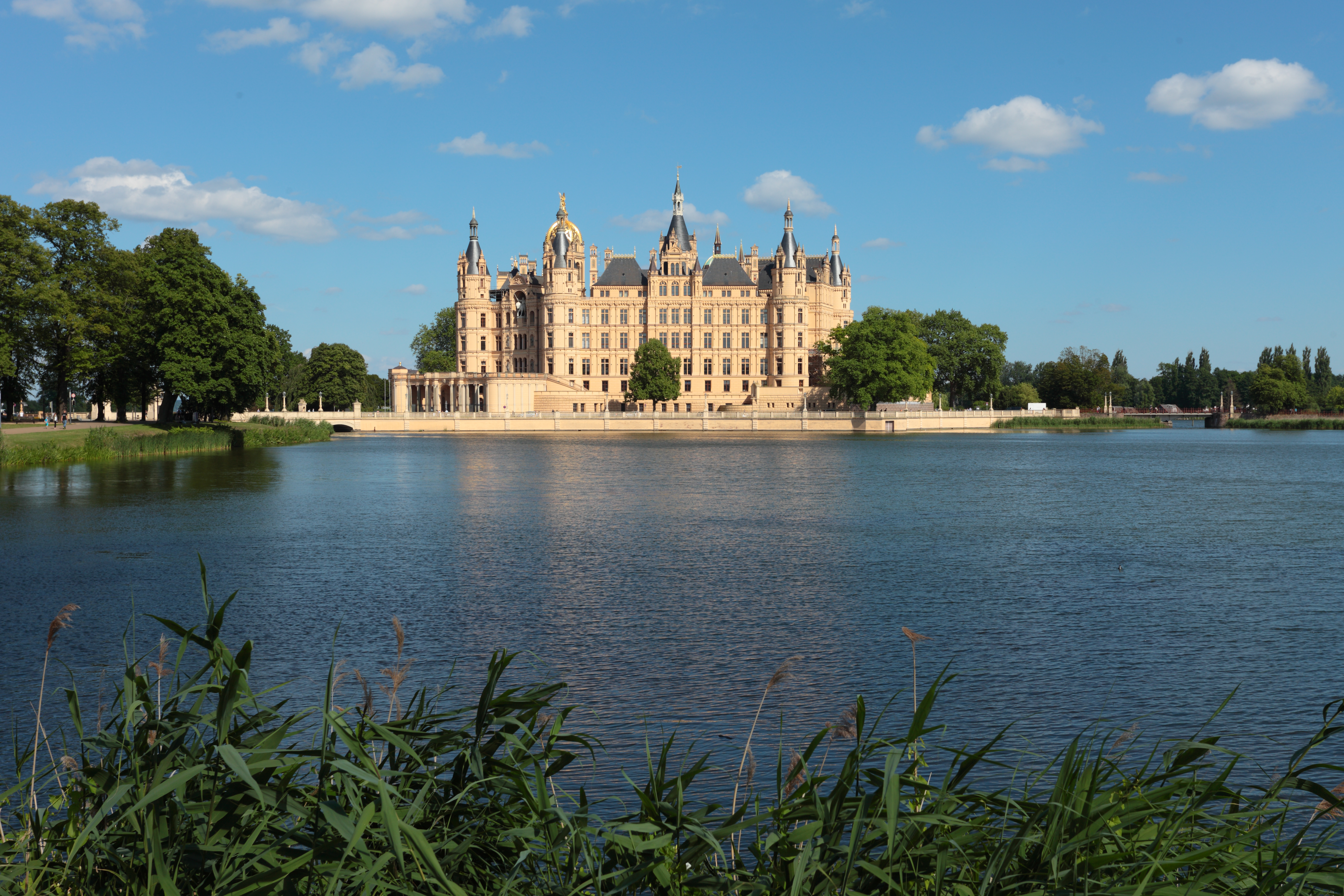
Schweriner Schloss und Teich, ein Drehort des Films

Taxi zur Bank wurde von August bis September 1994 in Schwerin gedreht. Als Kulisse diente unter anderem ein Teich vor dem Schweriner Schloss. Die Kostüme des Films schuf Stephanie Polo, die Filmbauten stammen von Ulrich Isfort. Der Film erlebte am 26. Februar 1995 in der ARD seine Fernsehpremiere. Die Zuschauerbeteiligung lag bei 18,9 Prozent.
Es war die 168. Folge der Filmreihe Polizeiruf 110. Die Kommissare Hinrichs und Groth ermittelten in ihrem 4. Fall.

## Kritik
„Das kriminelle Delikt wird mit einem köstlichen Gespür für makabere Komik in Szene gesetzt“, stellte die Stuttgarter Zeitung fest, und befand, dass durch von Beginn an feststehende Täter „die kleinen Geschichten, die in die Krimihandlung eingelagert sind, interessanter und spannender als der Rest“ seien. Die Süddeutsche Zeitung sah in Taxi zur Bank eine Variante von „Bonnie & Clyde als Pappnasen-Persiflage samt Happy-End: Die kleinste, fröhlichste Variante des großen Vorbilds. Nicht mehr, nicht weniger als sympathisch, dieses kleine Stück.“ Für die TV Spielfilm war es eine „Tragikomödie“.